# Australopacifica lapidicola
Australopacifica lapidicola is een platworm (Platyhelminthes). De worm is tweeslachtig. De soort leeft in of nabij zoet water.
Het geslacht Australopacifica, waarin de platworm wordt geplaatst, wordt tot de familie Geoplanidae gerekend. De wetenschappelijke naam van de soort werd, als Geoplana lapidicola, voor het eerst geldig gepubliceerd in 1857 door Stimpson.